# Ole Dalgaard
Ole Dalgaard, född 1950 i Fredericia i Danmark, är en dansk författare, teater- och filmperson och barnboksförfattare, som under senare tid använt pseudonymen Oscar K.
Ole Dalgaard har utbildat sig i teologi, filosofi, litteratur och språk vid Universitetet i Århus. Han debuterade som författare 1970 med diktsamlingen By, du min elskede, och arbetade från 1974 vid olika danska teatrar, och mellan 1981 och 1994 inom film- och televisionsbranscherna. Sedan 1994 har han bott i Spanien och arbetat som författare.
Han har samarbetat med Dorte Karrebæk om de barnböcker, som de hävdar att hunden Oscar K. har gett idéerna till. Det gemensamma författarskapet inkluderar Biblia pauperum nova. Ny bibel for de fattige i ånden (2012), som nominerades till Nordiska rådets pris för barn- och ungdomslitteratur 2013.